# 道の駅人吉
道の駅人吉（みちのえき ひとよし）は、熊本県人吉市にある国道219号の道の駅である。

## 概要
元々この場所は人吉クラフトパーク石野公園とした人吉市街地から少し離れ、国道219号沿いで人吉ループ橋・えびのループ橋といった宮崎県との県境にも程近い場所に位置するテーマパークであり、1988年に整備された。この施設内には人吉・球磨地域独自の文化や伝統を紹介し、それらにまつわる伝統工芸や郷土玩具を展示しているほか、来場者自らが工芸品を作る体験ができる施設として開業以来多くの観光客に親しまれてきた。
開業30周年の節目となる2018年を機に、観光案内所やお土産の購入が出来る物産館の新設、さらに自然の中で野外活動が楽しめるためのキャンプ広場を新たに設けるなど、敷地内の大幅リニューアル。2019年8月10日の九州自動車道人吉球磨SIC開通に併せ、本施設も国土交通省より「道の駅」としての認可を受け、正式に「道の駅人吉」として再出発した（このため国土交通省としてはこの日を開駅日としている）。「人吉クラフトパーク石野公園」としての名称はサブ名称として残っている。
なお、当道の駅開駅当初より国土交通省の社会実験事業として高速道路一時退出実験の試行がおこなわれており、ETC2.0搭載車に限り、人吉球磨SICから当施設または沿線の店舗等を利用し、当施設などを利用後2時間以内に再度人吉球磨SICから高速道路を利用する場合（上り線（門司方面）または下り線（鹿児島方面・宮崎方面）とも一時退出前と同一方向に限る）、出発地のICから目的地のICまで高速道路を降りずに利用した場合の料金としてみなされる。

## 施設
- 駐車場
  - 普通車：101台
  - 大型車：7台
- トイレ：30器
- 公衆電話
- 公衆FAX
- 情報発信施設
- 物産館
- 観光案内所
- 工芸体験施設
- 子供のふれあい広場
- EV充電器

## 休館日
- 年末年始

## アクセス
- 国道219号 - 登録路線

## 周辺
- E3 九州自動車道 19-1 人吉球磨SIC